# Aleks Marić
Aleksandar „Aleks“ Marić (* 22. Oktober 1984 in Sydney, Australien) ist ein ehemaliger australischer Basketballspieler, der auch im Besitz der serbischen Staatsangehörigkeit ist.

## Karriere
Nachdem Aleks Marić seine ersten Basketballschritte beim Australian Institute of Sport in tätigte, besuchte er nach einem High School Aufenthalt in Burlington die University of Nebraska-Lincoln, wo er zwischen 2004 und 2008 für die Nebraska Cornhuskers spielte.
Seine Profikarriere begann Marić 2008 beim spanischen Erstligisten CB Granada. Zur Saison 2009/2010 wechselte er zu Partizan Belgrad, wo er neben der serbischen Meisterschaft und dem Pokal auch die Adriatic League gewinnen konnte. Im gleichen Jahr debütierte er in der EuroLeague, erreichte dort das Final Four Turnier und wurde ins All Euroleague Fist Team gewählt. Von 2010 bis 2012 spielte er beim griechischen Traditionsverein Panathinaikos Athen, wo er 2011 die EuroLeague gewinnen konnte. Zur Saison 2012/13 wechselte er zu Lokomotive Kuban Krasnodar nach Russland, mit dem er 2013 den Eurocup gewann.

## Nationalmannschaft
Für die australischen Jugend-Nationalmannschaften nahm Marić an den U19 und U21 Weltmeisterschaften 2003 bzw. 2005 teil. Das Turnier 2003 konnte er mit dem Gewinn der Goldmedaille abschießen. Ab 2010 spielt Marić für die Herrenauswahl Australiens.

## Erfolge
- Serbischer Meister: 2010
- Griechischer Meister: 2011
- Serbischer Pokalsieger: 2010
- Griechischer Pokalsieger: 2012
- Montenegrinischer Pokalsieger: 2016
- Meister der Adriatic League: 2010
- EuroLeague: 2011
- ULEB Eurocup: 2013
- U19-Weltmeister: 2003

## Auszeichnungen
- All EuroLeague Fist Team: 2010
- All Big 12 Conference Second Team: 2007, 2008
- Teilnahme an U-21 Weltmeisterschaften: 2005
- Teilnahme an U-19 Weltmeisterschaften: 2003